# Demons & Wizards
Demons & Wizards fue una banda de power metal, que proyectan juntos los líderes de Iced Earth y de Blind Guardian, Jon Schaffer y Hansi Kürsch. Schaffer compone la música y Kürsch escribe las letras.
Dentro del grupo, Jon Schaffer representa el demonio y Hansi Kürsch el mago. La esposa de Jon Schaffer siempre se ha referido a él y a Hansi como "Demons and Angels", pero Hansi siempre la corregía que es más correcto "Demons and Wizards", en referencia a un álbum de Uriah Heep con el mismo nombre.

## Biografía
El objetivo original de la banda ha sido fusionar los estilos musicales de los dos grupos. Las melodías oscuras de Iced Earth y la potencia vocal de Blind Guardian. De hecho, según los líderes de la banda, el nombre de esta viene a describir ambos estilos.
La idea de unirse como banda llegó en la primavera de 1997 cuando Kürsch y Schaffer pensaron en hacer música juntos, después de ser amigos durante varios años.
En 2017 sale a la luz que tanto Jon Schaffer y Hansi Kürsch se encuentran trabajando en material para un tercer disco.

We're gonna take our time, but at least now we're actually doing it. So I would hope that next year we'll have it out. I hope that we can get the songwriting all dialed in in this calendar year in between the holes — he's busy, I'm busy — but at least we're actually moving forward with it for the first time in twelve years or whatever.
Nos vamos a tomar nuestro tiempo, pero al menos actualmente lo estamos haciendo. Así que espero que el próximo año lo tengamos. Espero que podamos realizar la escritura de las canciones dentro de este año calendario en medio de los huecos - él está ocupado, yo estoy ocupado - pero al menos actualmente estamos yendo hacia delante con ello por primera vez en doce años o similar.
Jon Schaffer.

### Disolución
El 6 de enero de 2021, el guitarrista Jon Schaffer fue fotografiado entre los protestantes que asaltaron el Capitolio en Washington D. C.. Después de aparecer en la sección de Los Más Buscados del sitio web del FBI, Schaffer se entregó a las autoridades el 17 de enero y está bajo custodia bajo seis cargos de felonía. Century Media sacó a la banda de su plantel dos días después de que Jon Schaffer se entregara. El 1 de febrero de 2021, Hansi Kürsch anunció que abandonó el proyecto, declarando que su colaboración con Jon Schaffer ha terminado.

## Discografía
- Demons & Wizards (2000)
- Touched by the Crimson King (2005)
- III (2020)